# Arthur William Savage

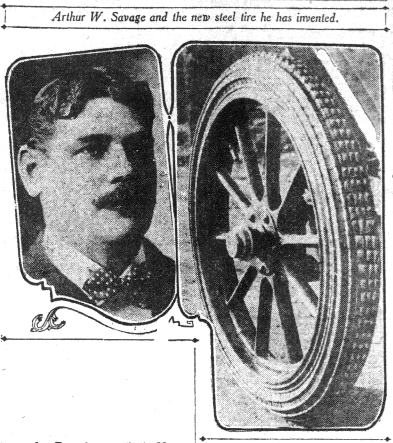
Foto de jornal Arthur Savage e um novo pneu de aço, por volta de 1911.

Arthur William Savage (13 de maio de 1857, Kingston, Jamaica, Índias Ocidentais Britânicas — 22 de setembro de 1938 (81 anos), San Diego, Califórnia), Estados Unidos, foi um empresário, inventor e explorador. 

## Realizações
Arthur W. Savage é mais famoso por inventar o rifle Savage Model 99 por ação de alavanca e sem cão, que permaneceu em produção por mais de 100 anos, e fundar a Savage Arms. No entanto, suas invenções mais duradouras e valiosas podem ser consideradas: o pneu radial, e o carregador de caixa destacável moderno usado em quase todas as armas de fogo militares modernas. Ele também inventou um dos primeiros torpedos além de construir e pilotar carros.